# Sant Joan de l'Erm
Sant Joan de l'Erm est une station de ski de fond des Pyrénées espagnoles située en Catalogne sur la commune de Montferrer i Castellbò (comarque de Alt Urgell).

## Géographie
Elle se trouve dans le périmètre du parc naturel de l'Alt Pirineu.